# Нововитебское
Нововитебское (укр. Нововітебське) — село,
Нововасилевский сельский совет,
Софиевский район,
Днепропетровская область,
Украина — бывшая еврейская земледельческая колония Нововитебск.
Код КОАТУУ — 1225285205. Население по переписи 2001 года составляло 92 человека.

## Географическое положение
Село Нововитебское находится на берегу реки Жёлтенькая,
выше по течению на расстоянии в 1,5 км расположено село Михайловка,
ниже по течению на расстоянии в 4,5 км расположено село Новоподольское.
Река в этом месте пересыхает, на ней сделано несколько запруд.

## История
Основано в качестве еврейской земледельческой колонии в Херсонском уезде Херсонской губернии. По состоянию на 1886 год в колонии проживало 934 человека, насчитывалось 66 дворов, был еврейский молитвенный дом, 3 лавки. Еврейское население было уничтожено во время немецкой оккупации.

### Известные уроженцы еврейской земледельческой колонии Нововитебск
- Борис Аркадьевич Рыбкин (Рывкин Борух Аронович[2]) (1899—1947) — советский разведчик и дипломат
- Залмана-Носон (Натан) Кисельгоф (1900—197?, Израиль) — религиозный и общинный деятель, автор религиозных книг[2]
- Яков Гланц (Jacob Glanz) (1902—1982, Мексика) — писатель и поэт на языке идиш[2]
- Ривка Губер[укр.] (Ребекка Бумагина) (1902—1981, Израиль) — лауреат Государственной премии Израиля (1976)[2]